# OpenCitations
OpenCitations je projekt otvorene znanosti čija je namjena objavljivanja slobodne bibliografske citatske inforimacije u RDF-u. Tvorac je baze podataka OpenCitations Corpus  Vodi ga Infrastructure Services for Open Access (IS4OA), neprofitna karitabilna tvrtka osnovana 2012. u Ujedinjenom Kraljevstvu i koju su osnovali zastupatelji ideje otvorena pristupa Caroline Sutton i Alma Swan. IS4OA vodi i DOAJ i Open Citations Corpus. 
Neprekidno se popunjava sadržajima iz znanstvene i stručne literature. Do dana 31. ožujka 2019. OpenCitation (OCC) je primio referencije s 326 743 citirajućih bibliografskih izvora i sadrži informaciju s oko 13,964.148 citatnih poveznica ka 7,565.367 citiranih izvora.

## Vanjske poveznice
- Službene stranice (eng.)
- Harvardsko sveučilište OpenCitations Corpus, Open Access Tracking Project, oclc 1040261573 (eng.)